# Chvalaea amazonica
Chvalaea amazonica är en tvåvingeart som beskrevs av Ale-rocha 2006. Chvalaea amazonica ingår i släktet Chvalaea och familjen puckeldansflugor. Inga underarter finns listade i Catalogue of Life.